# Cantón de Hiersac
El cantón de Hiersac era una división administrativa francesa, que estaba situada en el departamento de Charente y la región de Poitou-Charentes.

## Composición
El cantón estaba formado por trece comunas:
- Asnières-sur-Nouère
- Champmillon
- Douzat
- Échallat
- Hiersac
- Linars
- Moulidars
- Saint-Amant-de-Nouère
- Saint-Genis-d'Hiersac
- Saint-Saturnin
- Sireuil
- Trois-Palis
- Vindelle

## Supresión del cantón de Hiersac
En aplicación del Decreto nº 2014-195 de 20 de febrero de 2014, el cantón de Hiersac fue suprimido el 22 de marzo de 2015 y sus 13 comunas pasaron a formar parte del nuevo cantón de Valle del Nouère.